# N'Gattakro
N'Gattakro  è una città e sottoprefettura della Costa d'Avorio appartenente al dipartimento di Daoukro. Conta una popolazione di 13 480 abitanti (censimento 2014).